# Памятник героям обороны Красного Царицына
Памятник героям обороны Красного Царицына — скульптурная композиция, посвященная героям Гражданской войны в России, а также работникам предприятий посёлка Царицын (ныне — Волгоград), которые принимали активное участие в боях в 1918—1919 годах, расположенная на площади Металлургов Волгограда перед зданием Царицынской оперы.

## История
Оборона Царицына, который являлся крупным промышленным центром и ключевым узлом коммуникаций, связывавших центральные районы страны с Нижним Поволжьем, Северным Кавказом и Средней Азией, сыграла важную роль в событиях Гражданской войны. За стойкую оборону город 17 мая 1919 года был награждён Почётным революционным Красным Знаменем, а 14 апреля 1924 года — орденом Красного Знамени.
Памятник защитникам города, созданный скульптором Александром Кибальниковым и архитектором Василием Шалашовым, был установлен в 1961 году на площади Металлургов Сталинграда перед зданием Дворца культуры им. В. И. Ленина (ныне — Царицынская опера).
Памятник принят на государственную охрану постановлением Совета Министров РСФСР № 624 от 4 декабря 1974 года.

## Описание
Скульптура высотой 4 метра выполнена из бронзы и представляет собой фигуры шестерых рабочих с оружием в руках, которые словно застыли в движении; их лица выражают решимость в любую минуту встать на защиту города. Она установлена на 4-метровый бетонный постамент, имеющий форму параллелепипеда, облицованный мраморными плитами тёмно-серого цвета. На верхней центральной плитке высечена надпись «Героям обороны Красного Царицына вечная слава!».